# Mongolider
För mongoloid, se Downs syndrom.

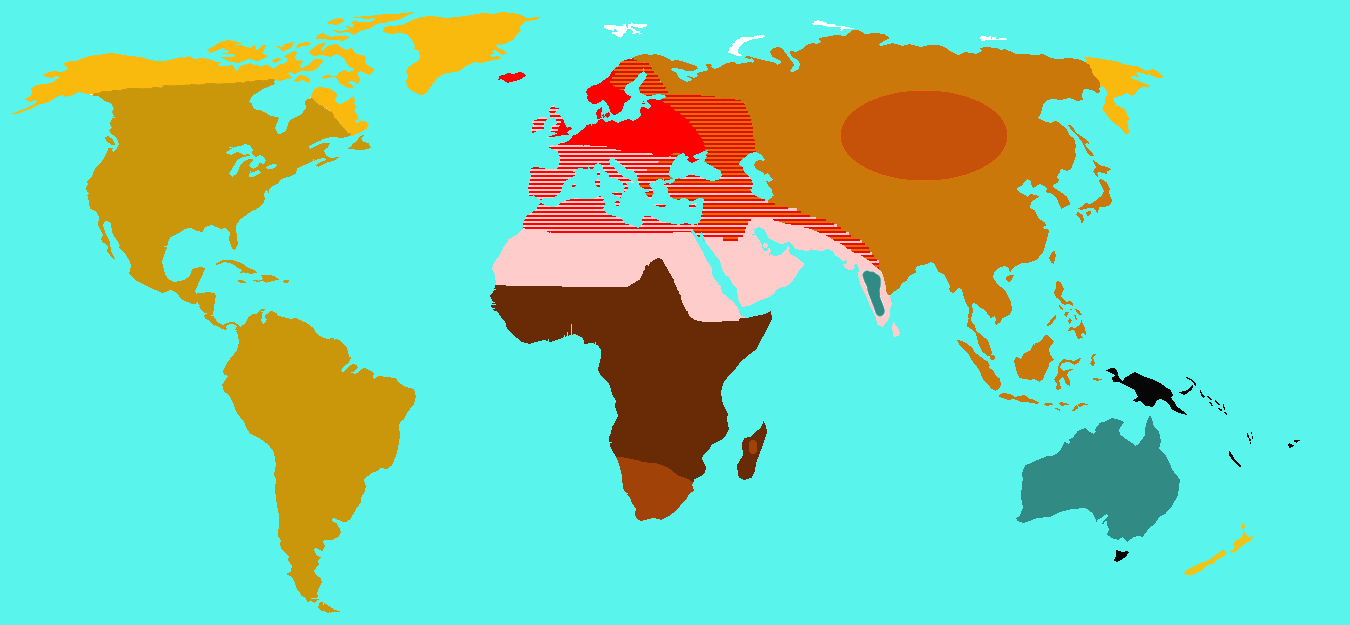
Huxleys rasindelning från 1870, den gula färgen illustrerar landmassor befolkade av den mongolida rasen.
Mongolider A
Mongolider B
Polynesier
Indianer
Eskimåer

Mongolider (även mongoloider, mongoler) var en människoras som rasbiologin klassificerade som den "gula rasen". Benämningen är föråldrad eftersom studier, exempelvis Human Genome Project, har visat att människan inte är uppdelad i raser. Enligt den föråldrade uppfattningen om tre huvudraser var mongoliderna först koncentrerade till östra och sydöstra Asien och skulle sedan ha utvandrat till Nord- och Sydamerika, den arktiska regionen och delar av Stilla havet. Till den mongolida rasgruppen räknades då, förutom asiatiska folkslag, även indianer, eskimåer och polynesier.

## Karakteristika

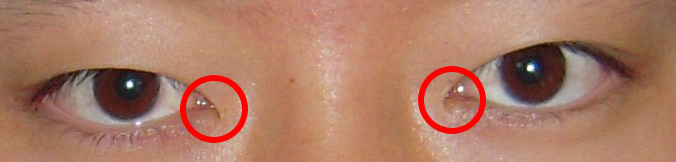
Mongolveck eller epikanthus

Mongolider ansågs ha allt från ljus till ganska mörk hudfärg och ibland andra fenotypiska "kännetecken" som exempelvis rakt hår, brett ansikte, höga kindknotor och mongolveck, den hudflik som ger ögat ett karakteristiskt utseende. Det finns flera teorier varför mongolvecken vid ögonlocken utvecklats, exempelvis som ett skydd mot reflektioner i snön och mot kyla. Detta skulle ha utvecklats under istidsklimat i Asien.

## Undergrupper

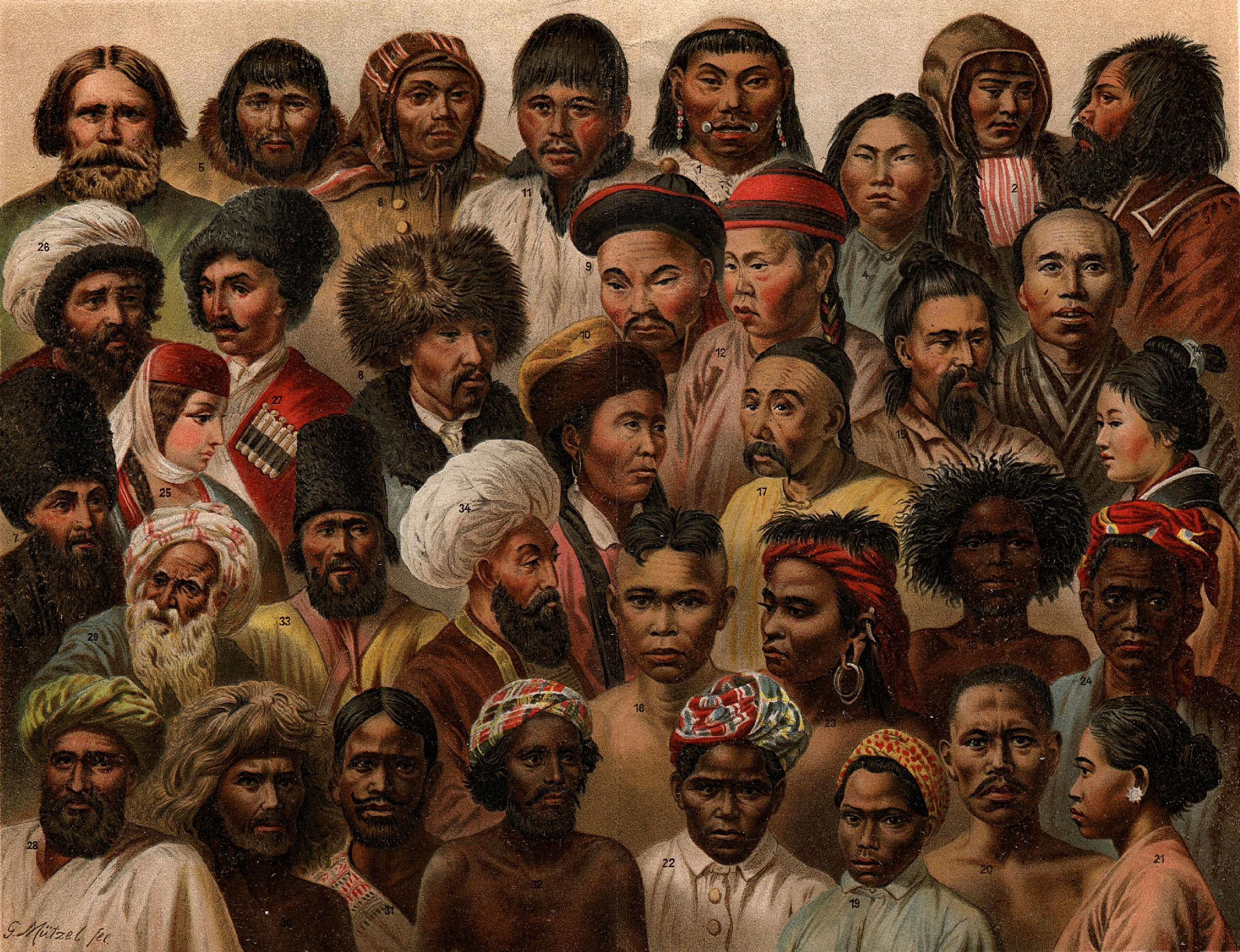
Folk från Asien ur Nordisk Familjebok 1904.

Den mongolida fenotypen ansågs ursprungligen komma ifrån öst och Sydostasien. I vissa sammanhang hände det dock att man skilde mellan nordöst-asiater och sydöst-asiater. Asiaterna i Östasien kallades för mongolider, och asiaterna i Sydostasien kallades för malajiska rasen. Idag gör man ibland uppdelningen i sinodonta och sundadonta utifrån hur tänderna är utformade.

### Malajiska rasen
Begreppet malajiska rasen myntades av den tyske antropologen Johann Friedrich Blumenbach och ingick i hans studier om mänsklighetens fem raser. Enligt Blumenbach kännetecknades malajiska rasens fenotyp av mörkare hy än de nordligare asiaternas, höga kindknotor, liten näsa, svag skäggväxt, mörkt rakt hår och mongolveck. Dock förekom inte mongolvecket hos alla malajer i lika hög grad och de skulle även ha varit mer satta än nordasiatiska mongoler, även om variationerna var stora. Man ansåg senare att de malajiska folken ändå skilde sig för lite från övriga asiatiska folk för att kunna kallas för ras, och redan i början av 1930-talet talade man i stället om malajfolk.

### Söderhavsfolk
Man ansåg att polynesierna och mikronesierna ursprungligen kom ifrån det asiatiska fastlandet och i huvudsak tillhörde de den mongolida rasen, idag anses dock deras främsta släktskap vara deras gemensamma språkfamilj, den austronesiska språkfamiljen. Gammal antropologi ansåg att söderhavsfolk vanligtvis hade drag från två eller flera av huvudraserna och uppvisade stora variationer. Exempelvis kunde mikronesier och polynesier uppvisa drag från europider och mongolider med relativ ljus hy. Melanesier uppvisade främst likheter med papuaner, som tillhörde den australoida rasen, vilket gjorde att även melanesierna räknades till den senare. Många gånger ansågs söderhavsfolk av européer vara ett vackert och estetiskt tilltalande folk.

### Arktiska folk

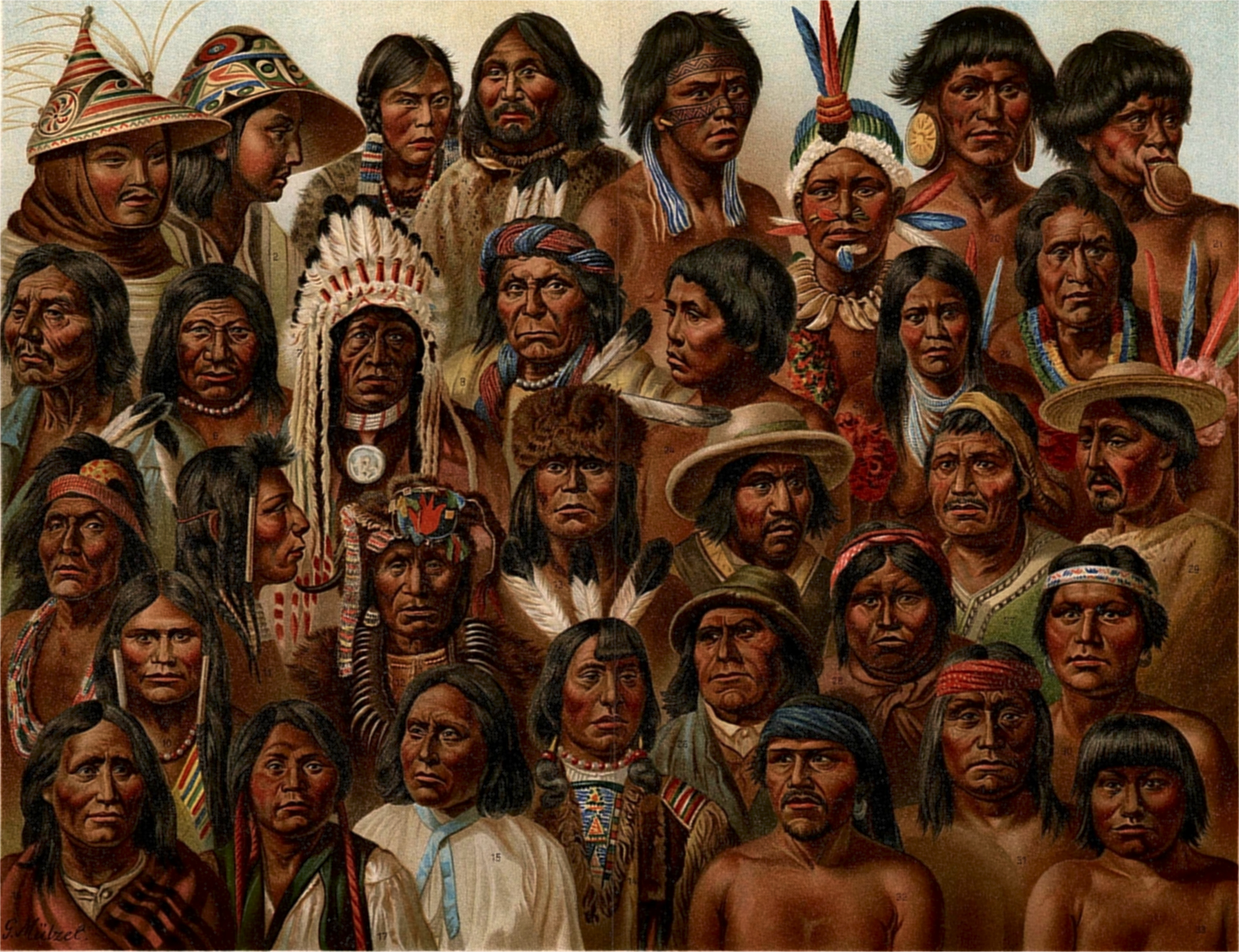
Amerikanska folk från Nordisk familjebok.

De folk som levde i Arktis ansågs även dem tillhöra den mongoliska rasen. Det hände att de arktiska folken fick ett eget samlingsbegrepp, ”hyperboreiska rasen”, som betydde just ”arktiska rasen”.  Denna benämning gällde alla folk som bodde norr om polcirkeln. De arktiska folkens fenotyp ansågs karaktäriseras av en satt kroppsform, mycket underhudsfett, runt huvud och mongolveck.  Denna fenotyp sades vara anpassad för kyla, och var typiskt för bland annat eskimåer. Det kunde enligt rasbiologin i vissa fall även förekomma europida grupper i de Arktiska områdena som delvis skulle ha anpassat sig efter rådande klimat, exempelvis samer. Påståendet att samer skulle varit besläktade med mongoliderna var redan under rasbiologins epok omdiskuterad, och dagens forskning visar att samerna är en heterogen grupp som härstammar från skilda geografiska områden.

### Indianer
Indianerna ansågs vara en undergrupp till den mongolida rasen och sades ha invandrat ifrån Asien via Beringsund. Många av indianfolken saknar dock mongolveck, främst Nordamerikas indianer, vilket medförde att de vissa gånger fick utgöra en egen Huvudras, den så kallade "röda rasen". Förmodligen kommer sig det namnet, och även ordet "rödskinn", av att indianer målar sina kroppar röda. Då indianer är en heterogen grupp, så variera deras hudfärg och utseende. Rasbiologin ansåg att indianerna i Nordamerika generellt karakteriserades av kopparbrun hud, lång kroppslängd och övervägande kaukasoida drag. Indianerna i Sydamerika ansågs karakteriseras av en mer gulhyad hudfärg, kortare kroppslängd än de nordamerikanska indianerna och även mer mongoliska drag.